# پوگورلوفکا
پوگورلوفکا (انگلیسی: Pogorelovka) یک شهرک در بخش کوروچانسکی استان بلگورود کشور روسیه است.